# Zaricicea, Bilohirea
Zaricicea (în ucraineană Заріччя) este un sat în comuna Mala Borovîțea din raionul Bilohirea, regiunea Hmelnîțkîi, Ucraina.

## Demografie
Componența lingvistică a localității Zaricicea
     Ucraineană (100%)
Conform recensământului din 2001, toată populația localității Zaricicea era vorbitoare de ucraineană (100%).